# بریده‌هایی از دفترچه خاطرات آدم
بریده‌هایی از دفترچهٔ خاطرات آدم (انگلیسی: Extracts from Adam's Diary) یک داستان کوتاه طنز، اثر نویسندهٔ طنزپرداز آمریکایی مارک تواین است. این اثر طنز و طعنه‌آمیز است و با دیدی جدید به پیدایش می‌نگرد: عدهٔ کمی اندیشیده‌اند که زندگی آدم چگونه بوده‌است. آدم (نماد خود تواین) توضیح می‌دهد که حوا (نماد همسر تواین لیوی) چگونه با بهشت عَدْن آشنا می‌شود.